# 上海市宝山区仁和医院

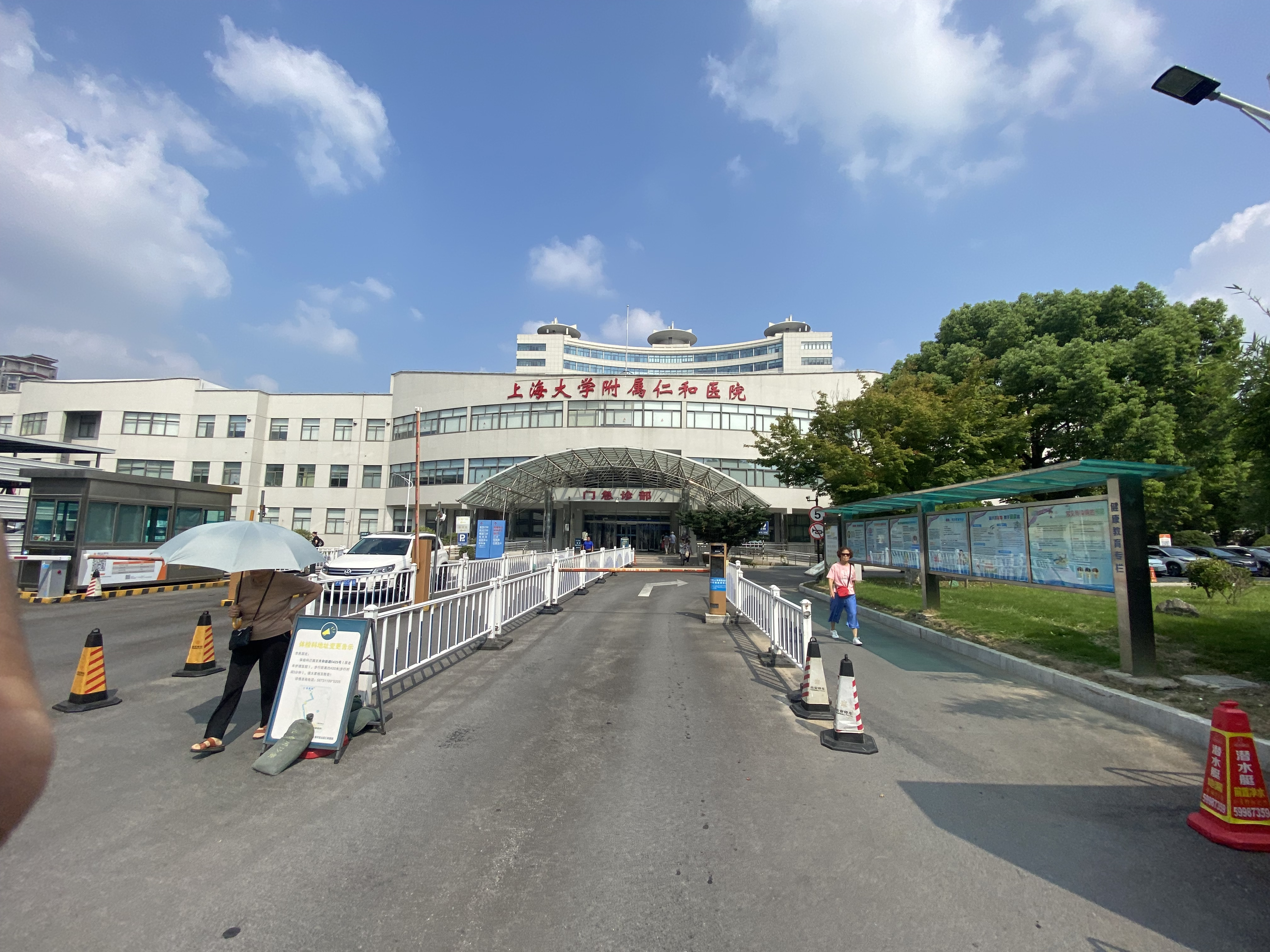
上海大學附屬仁和醫院

上海市宝山区仁和医院又稱宝山区仁和医院，是位於中國上海市宝山区张庙街道长江西路1999号的一家二级甲等综合性公立医院。

## 歷史
2000年10月，仁和医院竣工投入使用。
2006年，复旦大学附属华山医院接管仁和醫院。2016年，醫院改與华山医院北院合作。2020年，仁和医院成为上海大学医学院的附属医院。2022年挂牌华山医院宝山区医联体仁和医院。2017年，仁和醫院与复旦大学附属肿瘤医院合作成立复旦大学附属肿瘤医院医联体宝山分中心。2023年挂牌复旦大学附属肿瘤医院肿瘤专科医联体成员单位。
2022年，仁和医院開始整体改建。
2022年12月，宝山区老年医学中心挂牌仁和医院。